# Aufspannplatte
Eine Aufspannplatte, oft auch nur Spannplatte genannt, ist ein Spannmittel und besteht aus einem massiv ausgeführtem Metallblock, auf dem Maschinenkomponenten flexibel befestigt werden können. Dazu sind meist viele Nuten oder Montagebohrungen in der Platte vorhanden. Spezielle Aufspannwinkel und Nutensteine bieten vielseitige Befestigungsmöglichkeiten.

## Anwendungen und Ausführungen

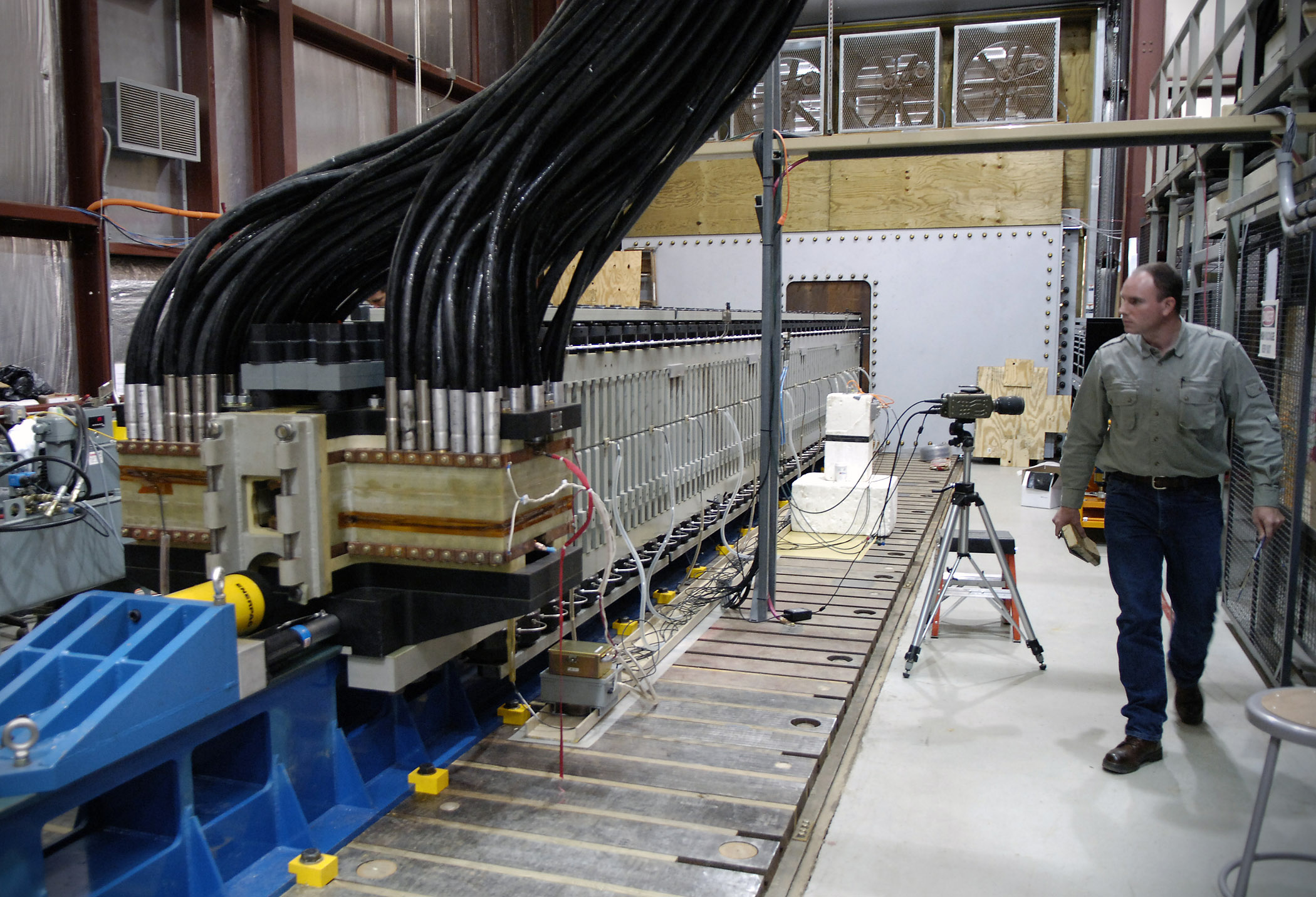
Große Aufspannplatte eines Prüfstandes

Aufspannplatten sind im technischen Umfeld in verschiedenen Bauformen und Größen anzutreffen. Während im Bereich der Labortechnik und Feinwerktechnik lediglich Aufspannflächen von wenigen 10 Zentimetern Länge erforderlich sind, werden z. B. in der Luft- und Raumfahrttechnik für den Betrieb von flexibel gestaltbaren Prüfständen Aufspannplatten mit mehreren 10 Metern Länge und Breite verwendet. Einige Varianten sind als Tische ausgeführt, größere Konstruktionen auch direkt im Fundament gelagert. Zur mechanischen Entkopplung von der Umgebung werden meist Elastomer-, Stahl- oder Luftfedern unter den Auflageflächen der Platten angeordnet, welche je nach Anwendungsfall mit Dämpfern komponiert werden.
Bei Werkzeugmaschinen wird zum Einspannen von Werkstücken eine ähnliche Aufspanntechnik verwendet. Diese Aufspannplatten sind fest in die Maschine integriert,  ungedämpft und werden allgemein als Maschinentisch bezeichnet.